# Ernest Roy
Pour l’article homonyme, voir Roy.
Joseph Alfred Ernest Roy (3 octobre 1871 - 17 août 1928) est un avocat et homme politique fédéral et provincial du Québec.

## Biographie
Né à Saint-Vallier dans la région de Chaudière-Appalaches, il étudia au Séminaire de Québec et à l'Université Laval. Il apprend le droit avec le député fédéral Adélard Turgeon. Nommé au Barreau du Québec en 1898, il pratique à Québec. De 1900 à 1904, il est éditeur du Courrier de Montmagny. Nommé au Conseil du Roi en 1910, il est échevin dans le conseil municipal de Québec de 1914 à 1916. En 1924, il devient juge à la Cour supérieure du Québec.
Il meurt à Saint-Michel-de-Bellechasse près de Québec en 1928.

## Carrière politique
Élu par acclamation député du Parti libéral du Québec dans la circonscription provinciale de Montmagny en 1900, il est réélu par acclamation en 1904. Il ne se représente pas en 1908 afin se présenter sur la scène fédérale.
Élu député du Parti libéral du Canada dans la circonscription fédérale de Dorchester en 1908, il est défait en 1911 par le conservateur Albert Sévigny.